# Chiesa di Santo Stefano (Rennes)
La chiesa di Santo Stefano a Rennes è una chiesa cattolica che si trova nella città bretone di Rennes, sul crocevia Jouaust, una piazzetta posta tra la piazza dei Lices, la rue de Juillet, la rue du Louis d'Or e il lungofiume Saint-Cast che costeggia l'Ille. 

## Storia
La chiesa è il solo edificio costruito dal progetto del convento degli agostiniani nel XVII secolo. Fu inaugurata il 16 gennaio 1700 e dipendeva dalla parrocchia cittadina di Santo Stefano, alla quale rimase legata fino alla rivoluzione francese, che ne cacciò i religiosi.
Essa fu allora dedicata a Santo Stefano e a Sant'Agostino, poi al culto decadario. 
La chiesa fu resa al culto cattolico nel 1803, dedicata a santo Stefano.
Da allora essa è assai poco cambiata, con numerosi abbellimenti nel XIX secolo e riparazioni successive alla seconda guerra mondiale.
Essa è stata dichiarata monumento storico di Francia con decreto del 1º febbraio 1978

## Descrizione

### Facciata
La facciata è asimmetrica, con la parte destra fortemente spiovente. Al centro il portale, che ha ai lati due nicchie contenenti le statue rappresentanti santo Stefano (a sinistra) e sant'Agostino (a destra), opere dello scultore Jean-Baptiste Barré.
Il portale è sormontato da un'alta finestra a volta circolare a fianco della quale sono scolpiti due medaglioni raffiguranti il cuore di Maria e il cuor di Gesù, anch'esse opera del Barré.

### Interno
L'interno è a tre navate, la navata centrale, con volta più alte di quelle laterali, è separata dalle laterali da ampi archi sorretti da pilastri tondi e massicci. Alla crociera del transetto è appesa una gloria dorata con al centro il triangolo della Santissima Trinità. Attorno al coro, illuminato da tre grosse vetrate colorate, corre una struttura lignea di stalli che circondano l'altar maggiore.

## Fotografie della chiesa

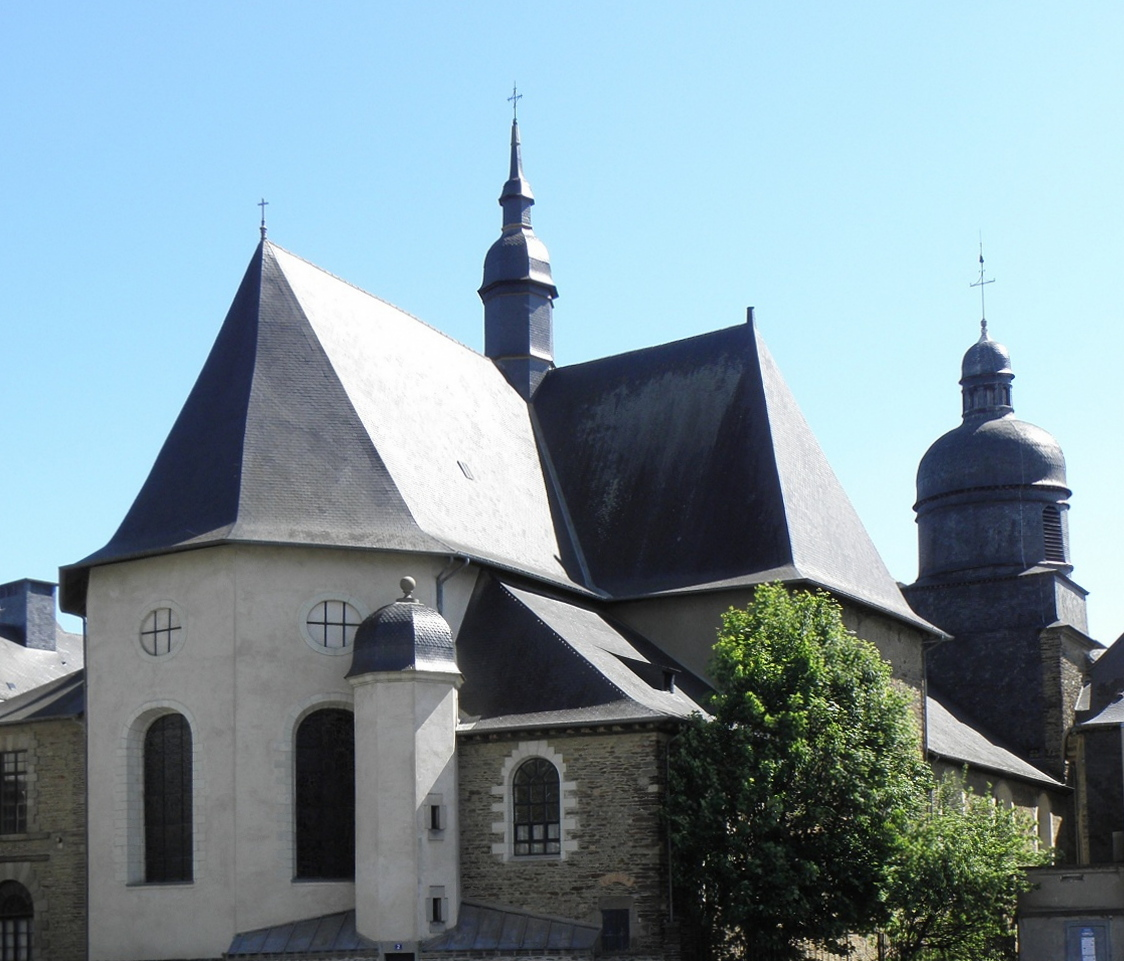
L'abside, con la torretta della scala e la cupola a base ovale.
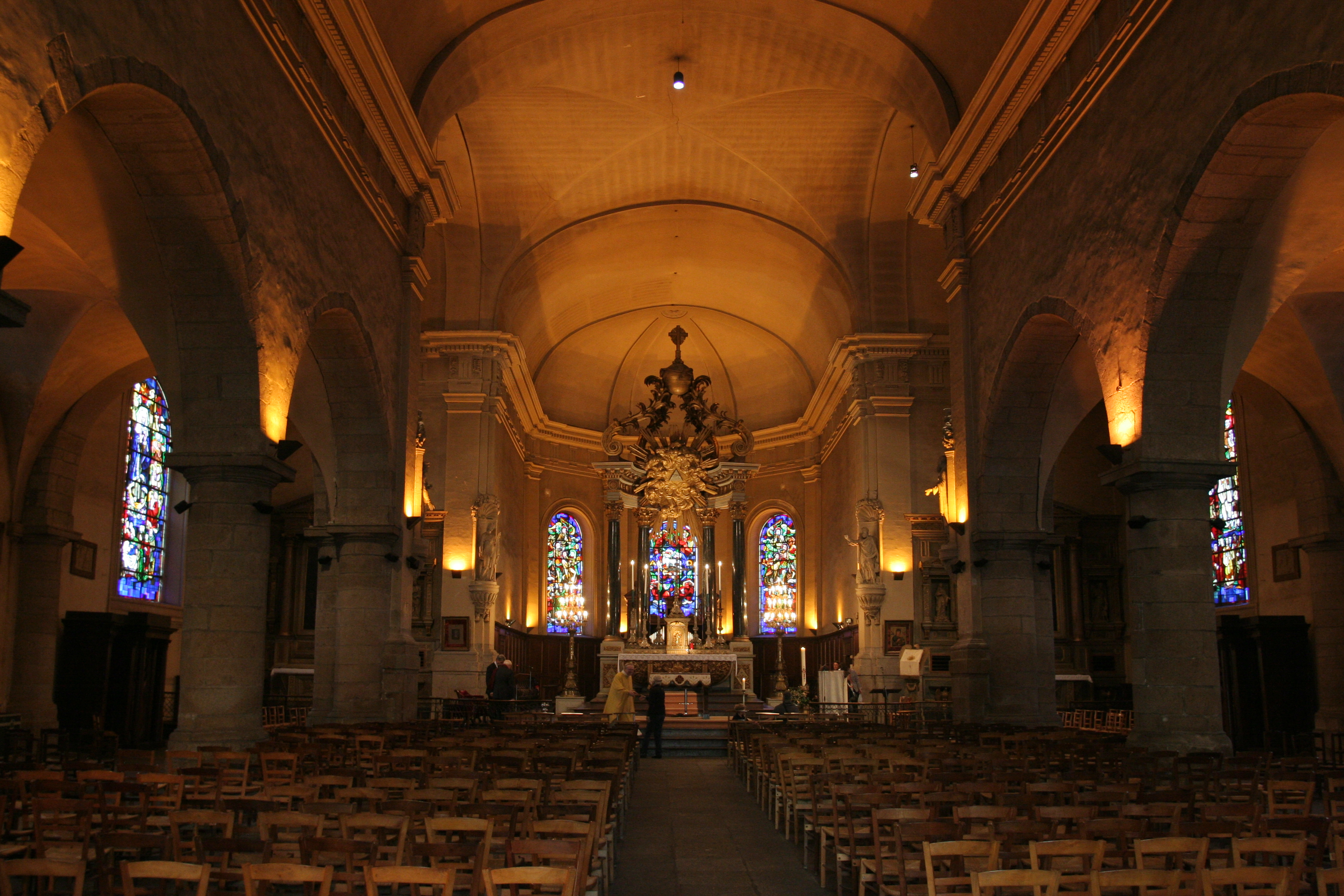
La navata centrale e il coro.

Sculture di Jean-Baptiste Barré ornanti la facciata
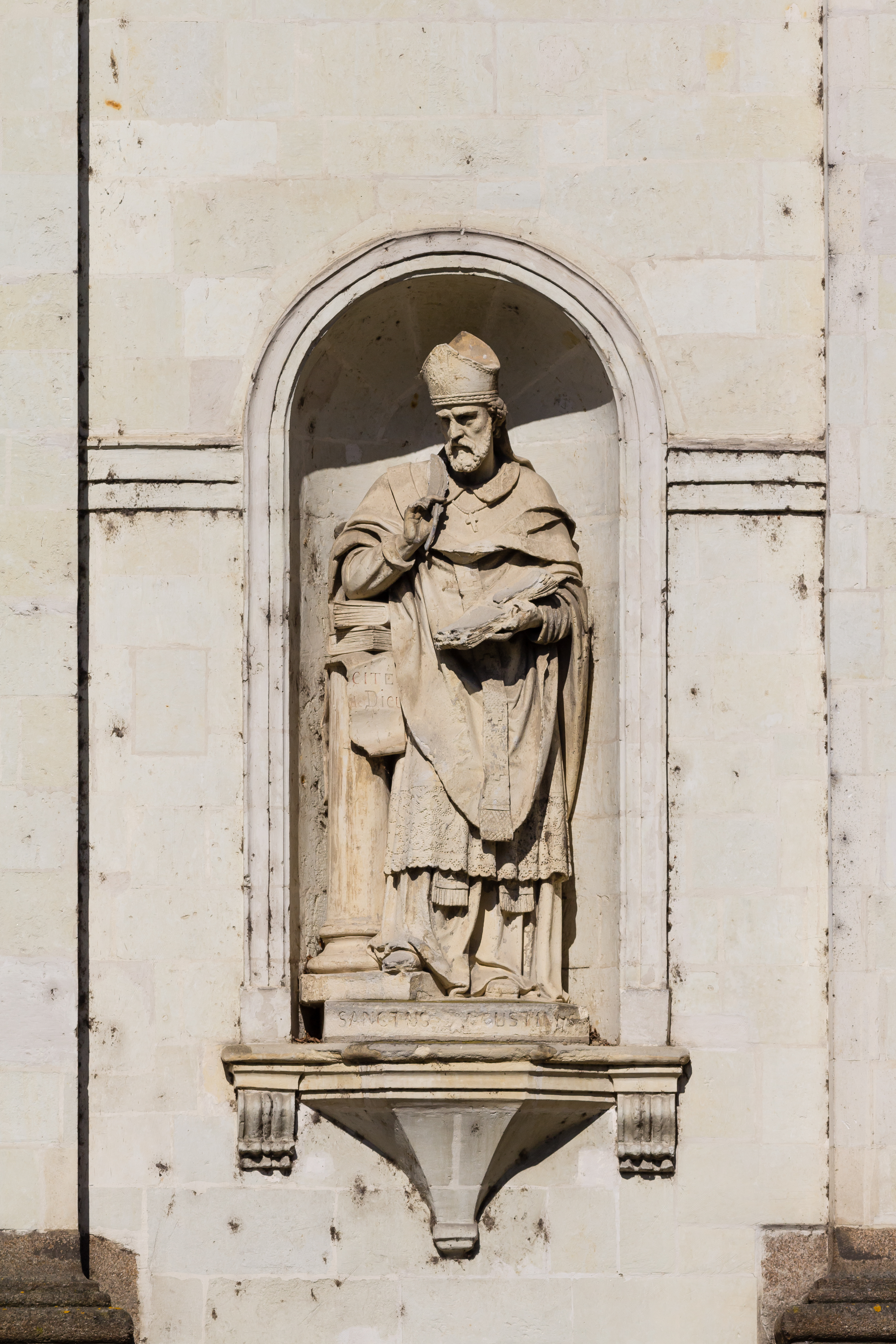
Statua di sant'Agostino.
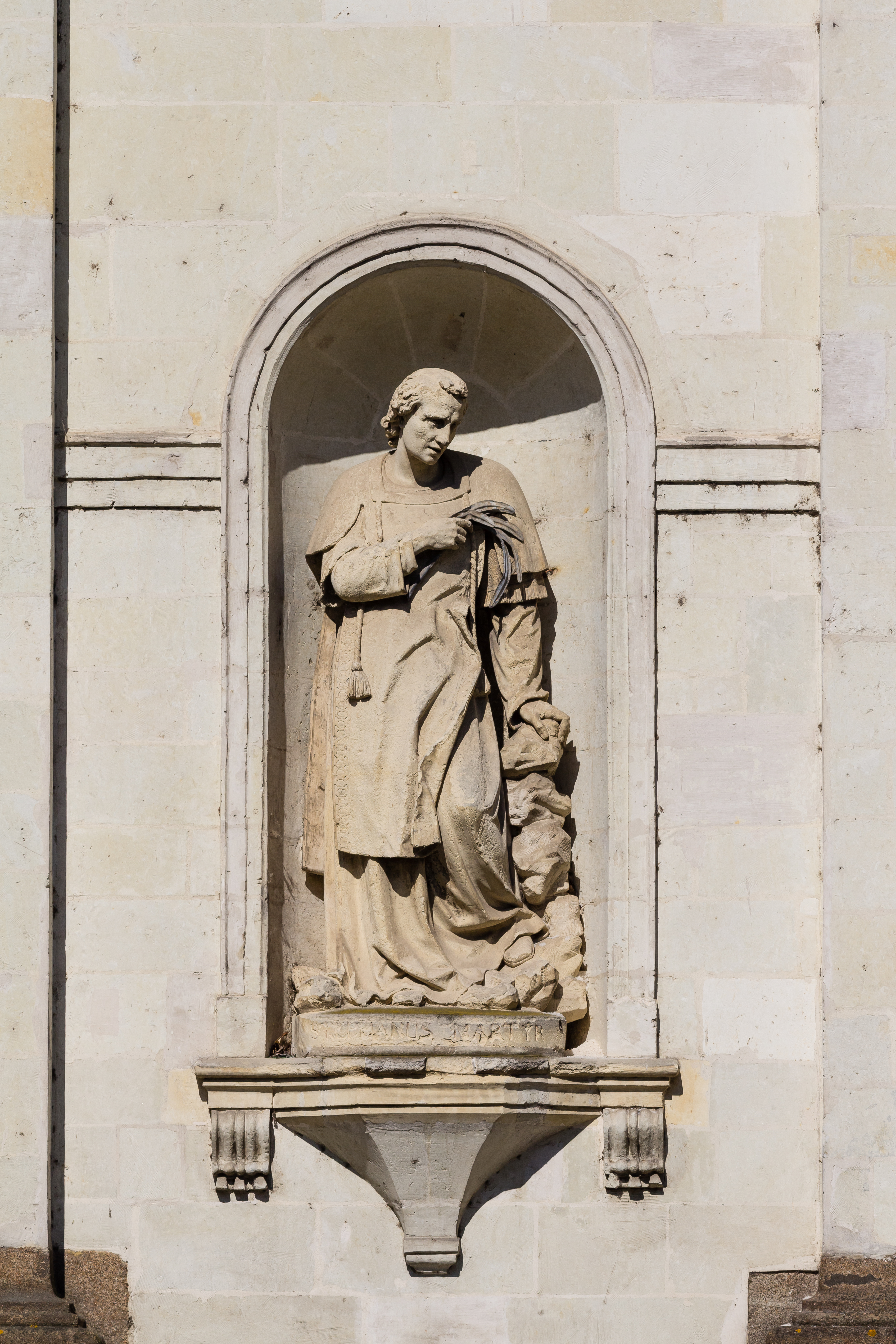
Statua di santo Stefano.
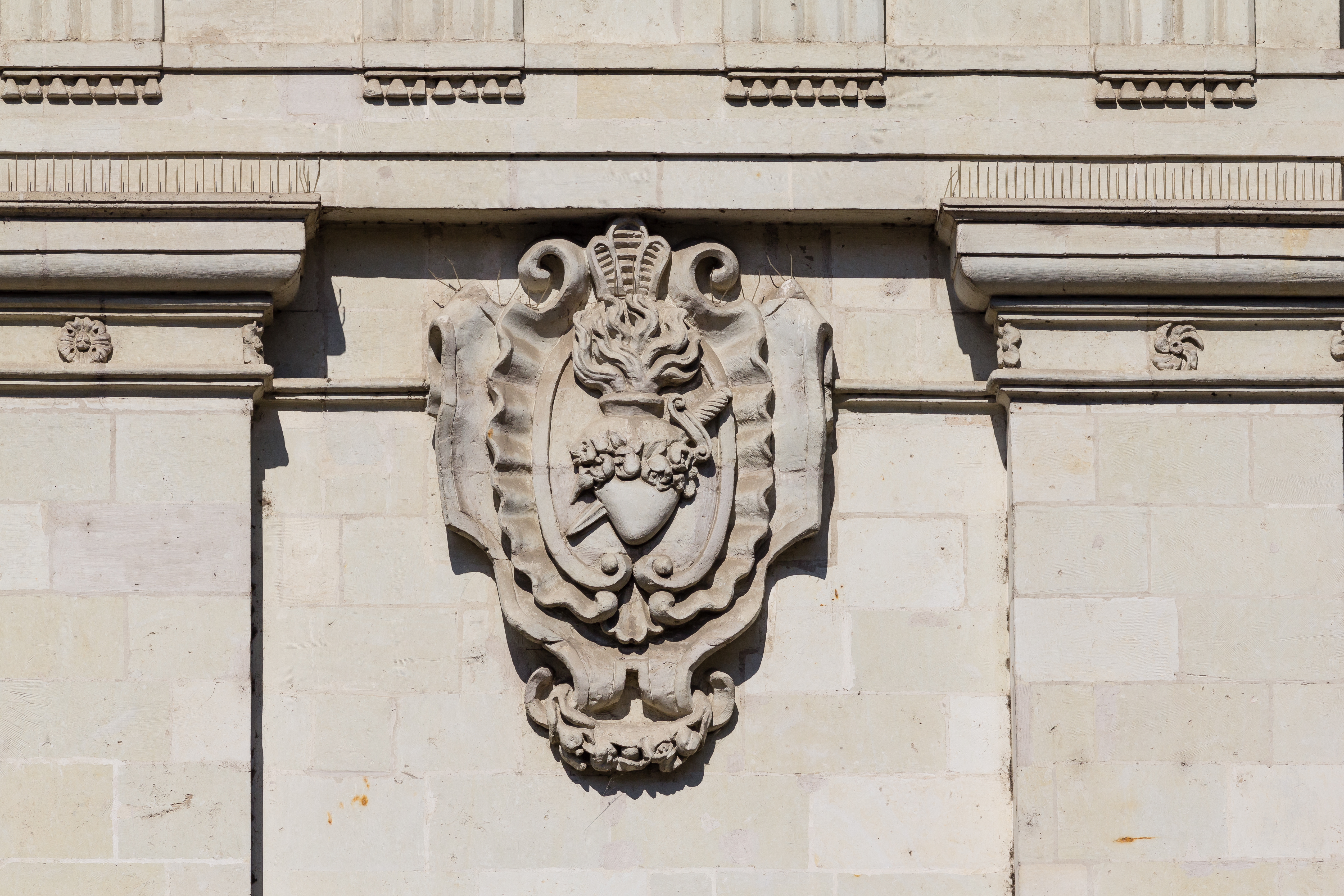
Medaglione del cuore di Maria.
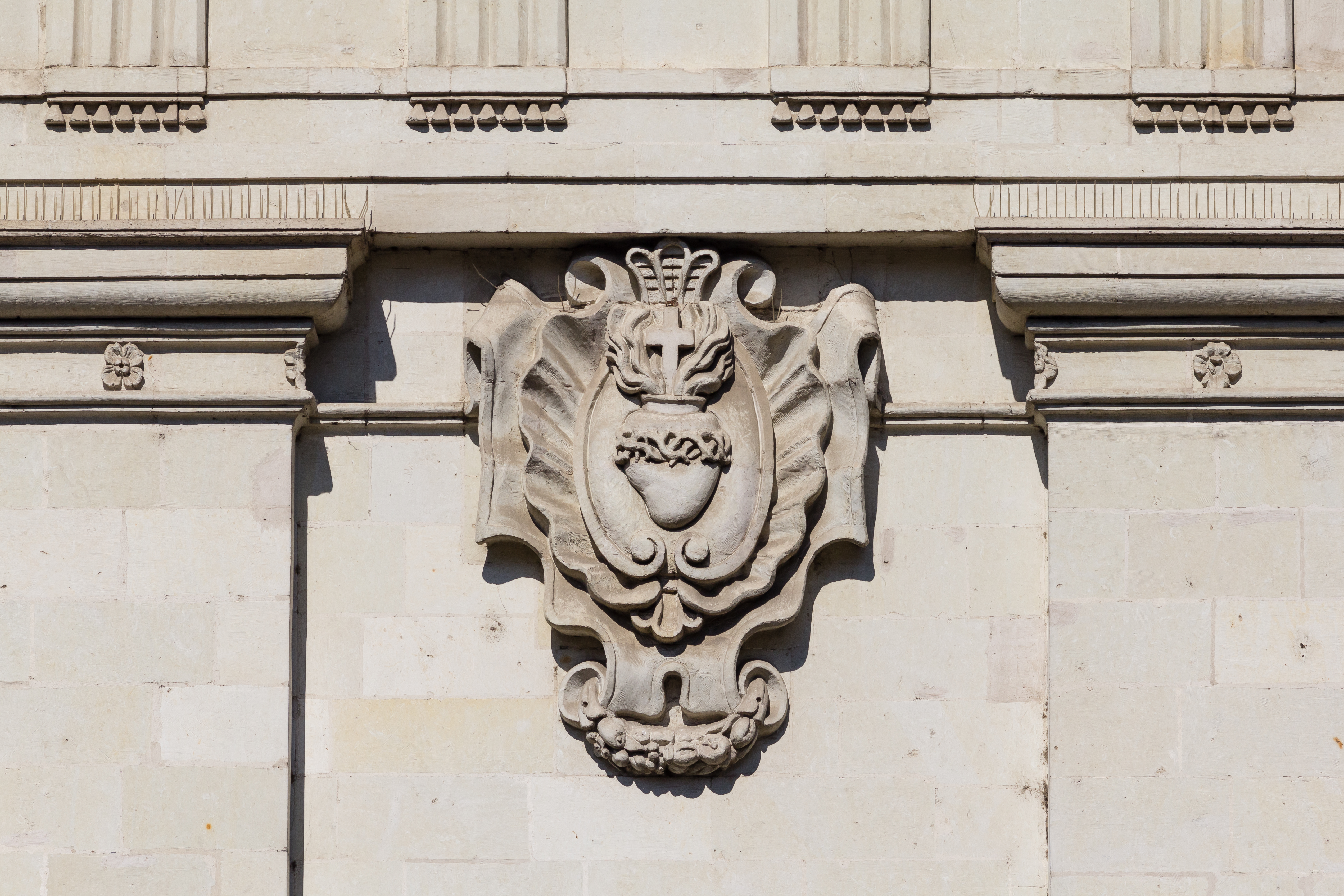
Medaglione del cuore di Gesù.